# TT81
| i | A2 | n · n | i |

| i | A2 | n · n | i |

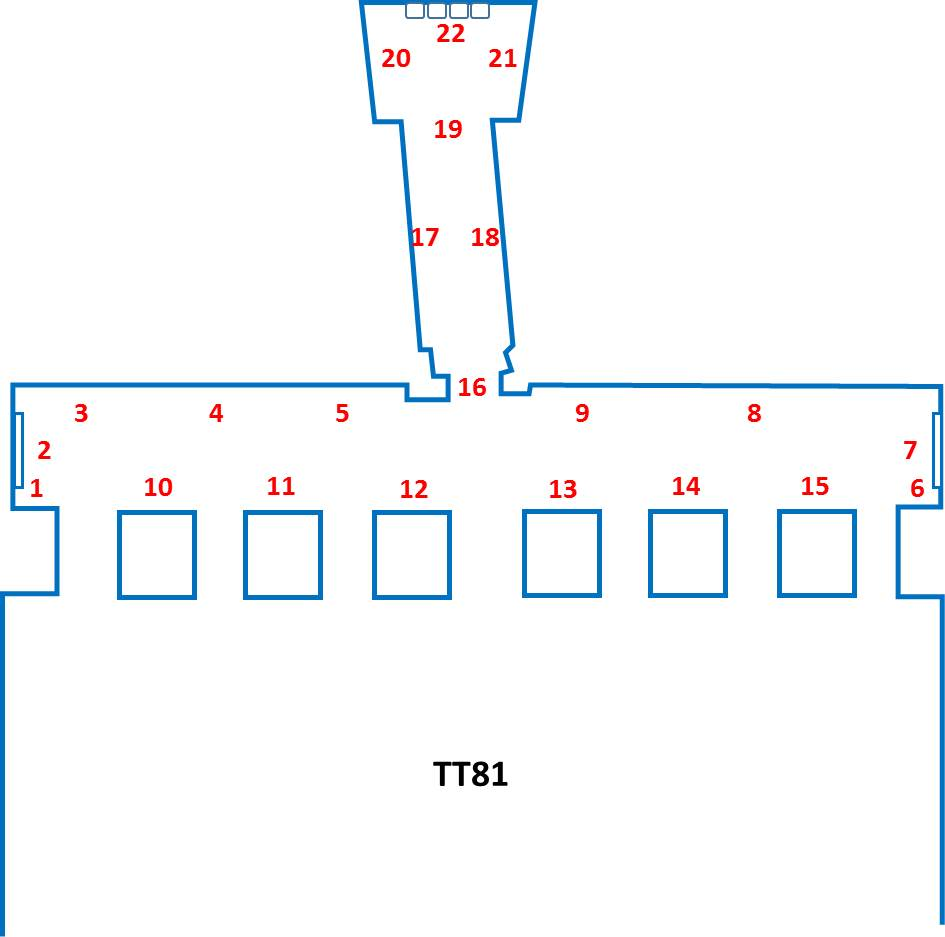
Planta de la TT81

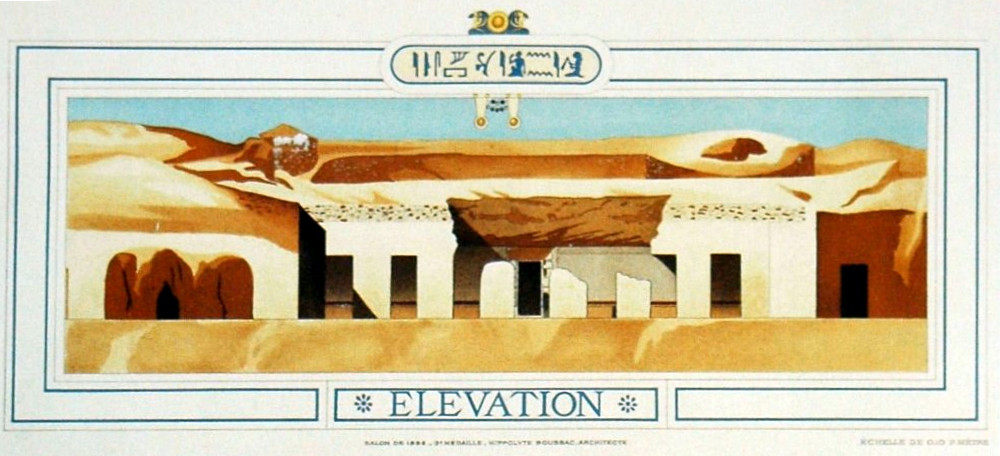
Idea de reconstrucción del frontal de la tumba por H. Boussac (1896).

La tumba tebana TT81 se encuentra en Sheij Abd el-Qurna, formando parte parte de la necrópolis tebana, en la orilla oeste del Nilo, frente a Luxor, Egipto. Es el lugar de enterramiento del funcionario del Antiguo Egipto, Ineni, supervisor del Granero y arquitecto de Tutmosis I, y de su familia.

## Tumba
Ineni está representado en la tumba con su padre, también llamado Ineni y su madre Sitdyehuty. Su esposa es Ahhotep, llamada Thuiu. También aparece un hermano llamado Pahery en una inscripción en el corredor al santuario, donde se encuentran cuatro estatuas que representan a Ineni, su esposa y sus padres.
La tumba de Ineni fue excavada a finales del siglo XIX por Hippolyte Boussac. Cortada en la roca, tiene una planta asimétrica, algo diferente a la 'T' invertida típica de los hipogeos de la época, Esto hizo sospechar al egiptólogo que más la ha estudiado a finales del siglo XX, Eberhard Dziobek que se trataría probablemente de un enterramiento del Imperio Medio, reutilizado. Se entra por un pórtico de seis pilares cuadrados que nos conduce a una gran sala rectangular que atravesándola se llega a un pasadizo que nos lleva, al final, al santuario con las cuatro estatuas. 
Forma parte del grupo más temprano de tumbas de la época de Tutmosis III que fueron decoradas con un fondo de color azul. Puede ser una imitación a los esquemas de color cercanos a las tumbas del Imperio Medio. La tumba es conocida por contener una inscripción relacionada con el papel de Hatshepsut como regente en relación con su hijastro Tutmosis III. La inscripción menciona cómo el rey Tutmosis II había "ido al cielo, habiéndose mezclado con los dioses" y que su hijo Tutmosis III "se ha mantenido en su lugar como Rey de las Dos Tierras, mientras que Hatshepsut ha gestionado los asuntos de las Dos Tierras".

## Decoración
La tumba conserva solo parte de su decoración, pues existen muchas lagunas, pero se conservan copias realizadas por Nina de Garis Davies. La parte posterior de los pilares muestra diversas escenas: 
- El pilar más al sur contiene escenas de caza, donde Ineni es representado en acción (su figura está dañada en gran parte) con un arco, cazando con perros y una hiena hembra alcanzada por una flecha.
- El segundo pilar muestra a Ineni en un huerto y un jardín.[4]
- El tercer pilar muestra a Ineni sentado ante unas ofrendas que incluyen canastas de uvas, pan, carne, jarrones de vino, etc.
- El cuarto pilar muestra escenas similares, pero la decoración está muy dañada.
- El quinto pilar muestra a Ineni en los campos, sembrando y arando.
- El sexto y último pilar al norte muestra la cosecha. El grano se amontona, los bueyes trillan el grano y el trigo se saca del campo.[1]

La galería muestra además a Ineni con su gente y contiene dos estelas con un texto autobiográfico. Ineni se muestra con sus asistentes haciendo inspecciones. Una escena muestra el control del tesoro de Amón y su registro con la distribución a una lista de templos. En otra escena, Ineni se muestra de nuevo haciendo inspecciones. Las escenas incluyen el transporte de productos al templo de Amón. Ineni es representado con su esposa mientras pesca y caza, mostrando hipopótamos, aves y peces.
El pasadizo a la cámara interior representa a Ineni ante los dioses y los ritos que se realizaban ante las estatuas de Ineni. El hermano de Ineni, Pahery, se muestra ofreciendo ofrendas a Ineni y a su esposa. Otra escena incluye una peregrinación a Abidos, un sarcófago arrastrado por bueyes y un cortejo fúnebre. 
La cámara interior está decorada con escenas de Ineni y su familia recibiendo ofrendas. La cámara termina con un grupo de cuatro estatuas, que representan a Ineni, su esposa Thuau, su padre y su madre.

## Galería

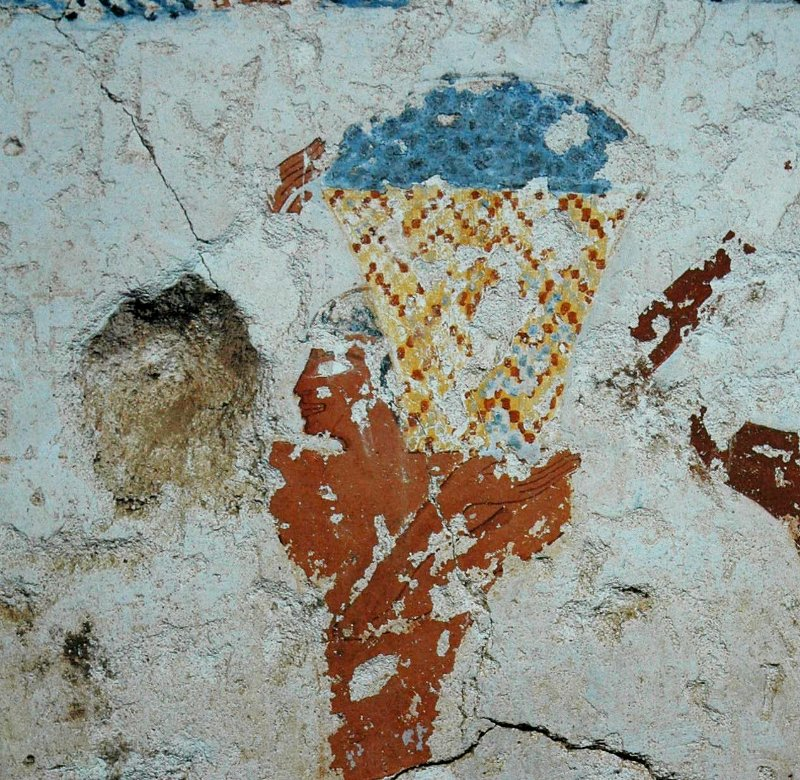
Cesta de uvas de la vendimia
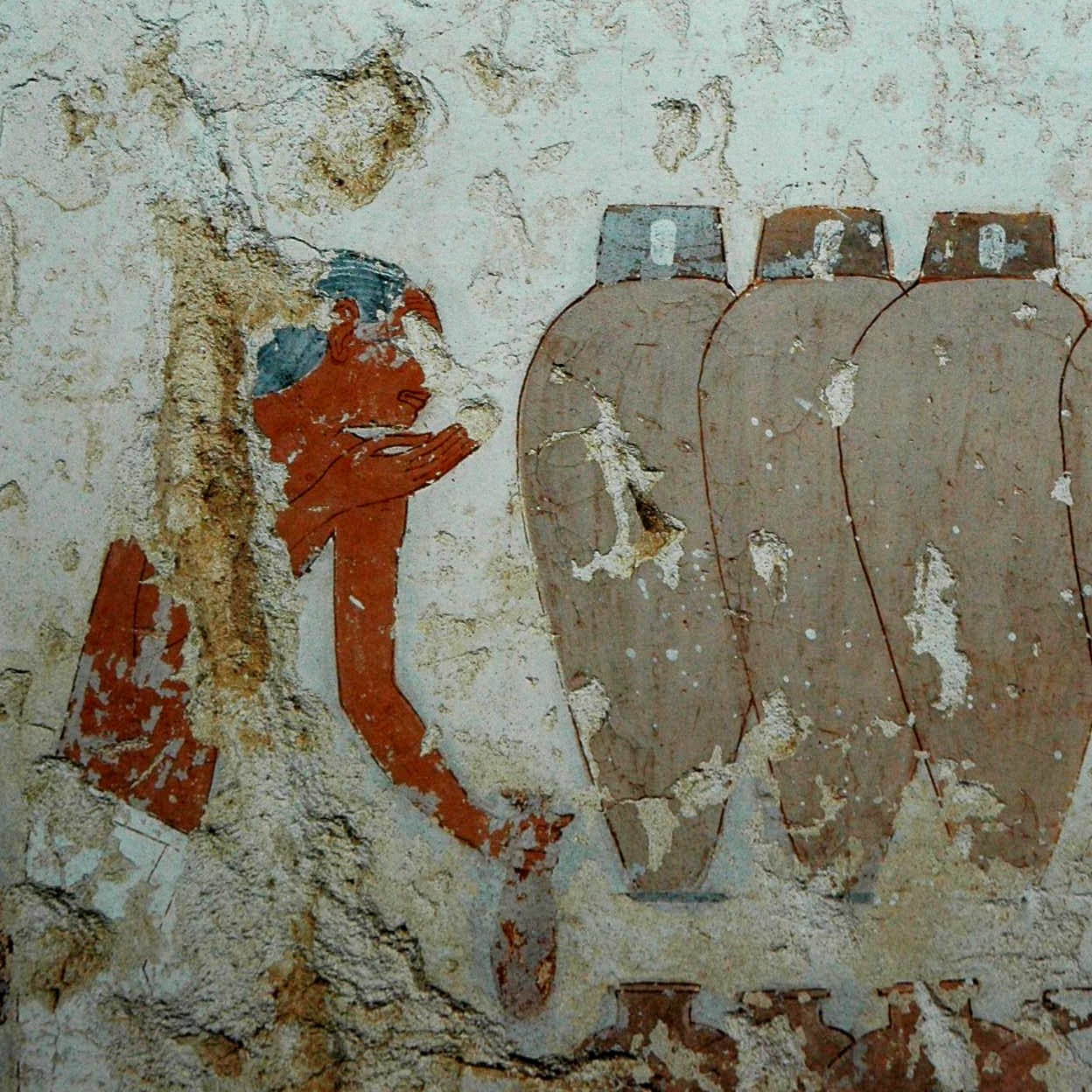
Recipientes para el vino
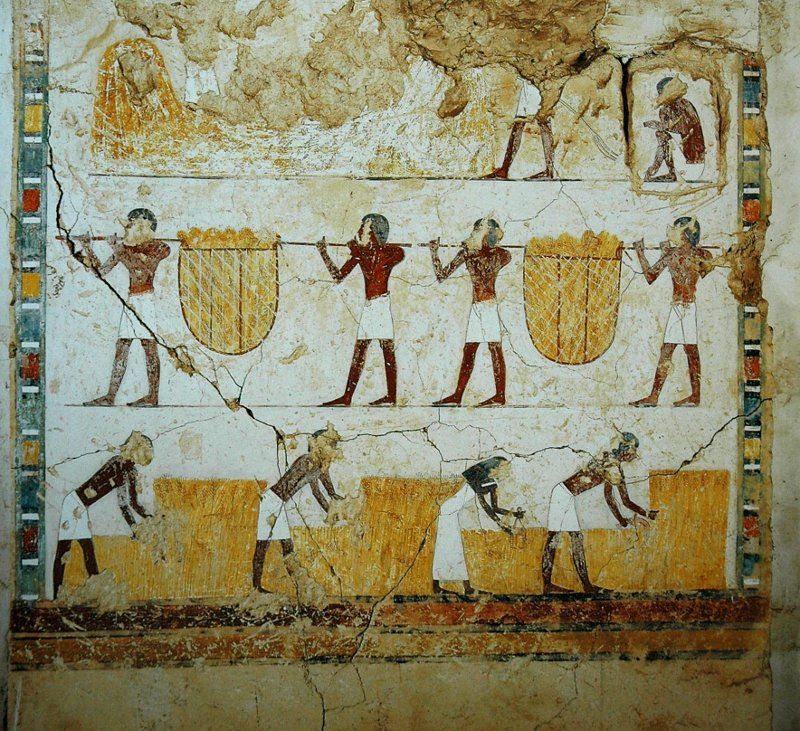
Siega
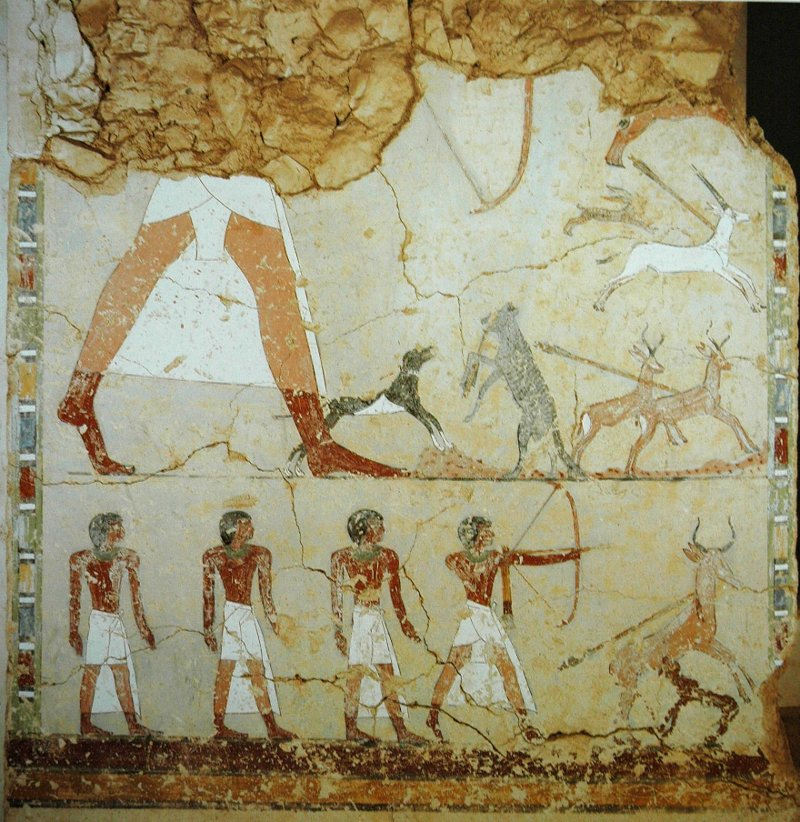
Caza
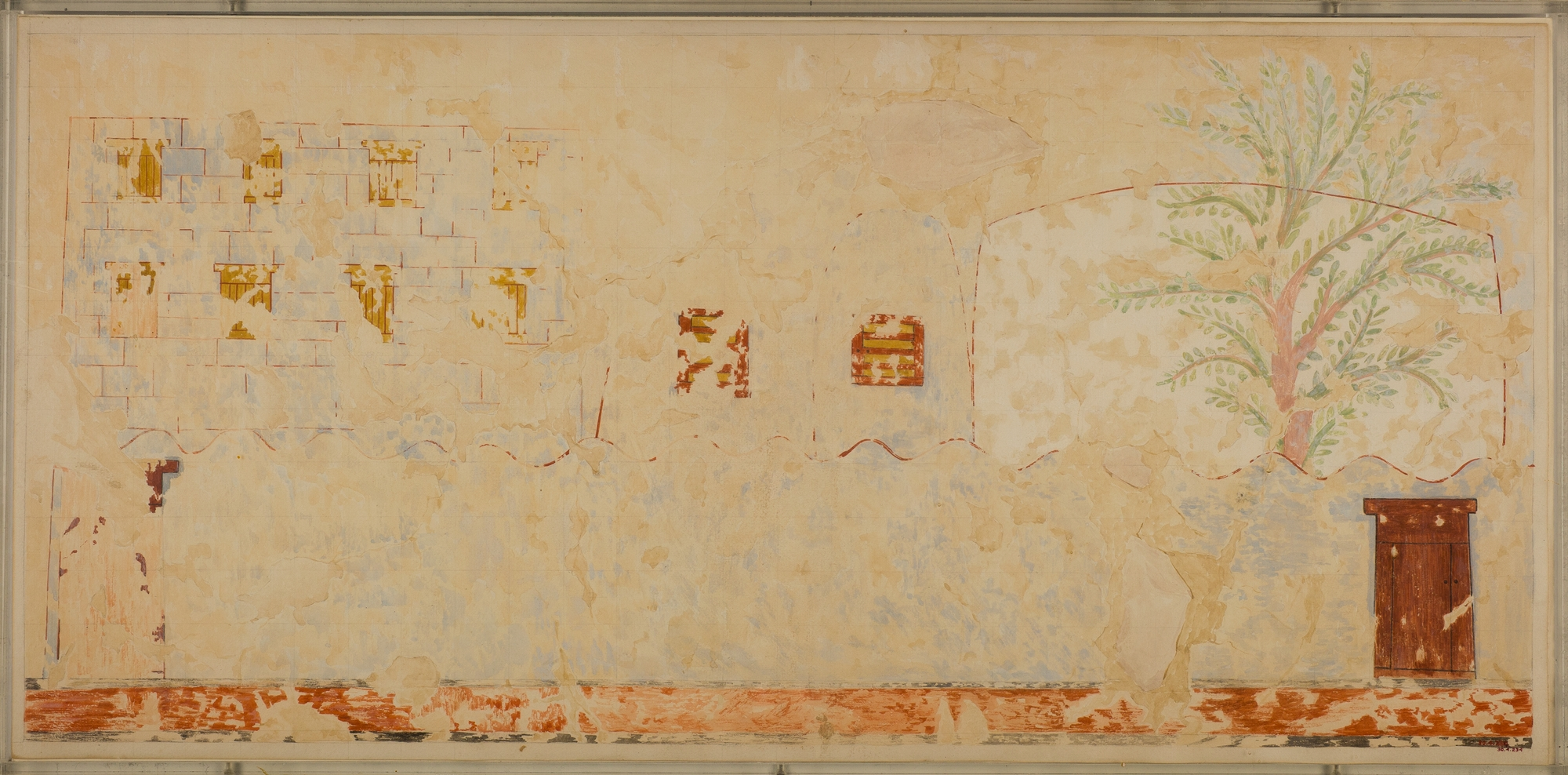
Casa con almacenes (N. de Garis Davies)